# Parque Tecnológico do Jaguaré
O Parque Tecnológico do Jaguaré é um parque atualmente em construção em São Paulo, localizado na zona oeste na capital, em uma área de 46 mil metros quadrados.
O parque tem foco nos setores de tecnologia da informação, fármacos, biotecnologia e nanotecnologia. O complexo está sendo instalado no entorno do maior polo de ciência e tecnologia da América Latina, que reúne a Universidade de São Paulo (USP), o Instituto de Pesquisas Tecnológicas (IPT), o Instituto de Pesquisas Instituto de Pesquisas Energéticas e Nucleares (Ipen) e o Instituto Butantan.
O parque teve suas obras de engenharia inciadas no dia 21 de julho de 2010. O término das obras está previsto para o primeiro semestre de 2011.
O projeto do Parque Tecnológico do Jaguaré faz parte do Sistema Paulista de Parques Tecnológicos (SPTec), criado pelo governo estadual para dar apoio e suporte a iniciativas relacionadas a parques tecnológicos paulistas.